# Copa Ganadores de Copa
La Copa Ganadores de Copa, conosciuta anche come Coppa delle Coppe Sudamericana o Recopa Sudamericana de Clubes, è stata una competizione calcistica organizzata dalla CONMEBOL.
L'unica edizione ufficiale si giocò nel 1970 e fu vinta dal Mariscal Santa Cruz, squadra di La Paz, in Bolivia. Questa vittoria resta fino ad oggi l'unica di un club boliviano in un torneo internazionale.

## Storia

### L'edizione del 1970
Le squadre partecipanti furono divise in due zone, così ripartite:
Zona 1 con sede a Quito, Ecuador:
- El Nacional (vincitore della Copa Ecuador 1970)
- Deportivo Canarias (finalista della Copa Venezuela 1969[2])
- Libertad (terza in campionato dietro alle squadre qualificate alla Coppa Libertadores 1970)

Zona 2 con sede a La Paz e Cochabamba, Bolivia:
- Mariscal Santa Cruz (terza in campionato dietro alle squadre qualificate alla Coppa Libertadores 1970)
- Atlanta (finalista Copa Argentina 1969[3])
- Unión Española (vincitrice torneo Pre-Recopa)
- Deportivo Municipal (terza in campionato dietro alle squadre qualificate alla Coppa Libertadores 1970)
- Rampla Juniors (vincitore del Torneo de Copa 1969)

Alla competizione erano dunque ammesse le squadre vincitrici della coppa nazionale o, in assenza di una competizione di questo tipo, furono invitate le squadre che avevano raggiunto il miglior piazzamento in campionato, senza però essersi qualificate per la Coppa Libertadores. Le squadre brasiliane e colombiane decisero di non partecipare.

### L'edizione del 1971
Nel 1971 fu organizzata un'altra edizione del torneo. In principio c'erano 6 club partecipanti:
- Huracán Buceo
- Dep. Concepción
- América de Quito
- Olimpia
- Juan Aurich
- Valencia FC

L'Huracán Buceo e il Deportes Concepción declinarono i loro inviti, poiché il torneo era a carattere amichevole. Pertanto, si giocò un quadrangolare nella città di Quito, vinto dall'América, formazione locale.